# Ruggero Mastroianni
Ruggero Mastroianni, né à Turin le 7 novembre 1929, mort à Torvaianica le 9 septembre 1996, est un monteur italien. Il est le frère de l'acteur Marcello Mastroianni.

## Biographie
D'abord assistant-monteur à partir de 1954, il devient chef-monteur en 1959 et participe à plus de 150 films italiens, collaborant notamment avec les réalisateurs Mario Monicelli, Federico Fellini, Francesco Rosi, Marco Ferreri et Luchino Visconti. Ses deux derniers films sortent en 1997, l'année suivant sa mort.
Il apparaît également comme acteur dans Scipione detto anche l'africano (1971), aux côtés de son frère Marcello (qui décédera seulement trois mois après lui, fin 1996), avec lequel il aura souvent des films en commun, mais en qualité de monteur.

## Filmographie partielle
(comme chef-monteur, sauf mention contraire)
- 1954 : Jours d'amour (Giorni d'amore) de Giuseppe De Santis et Leopoldo Savona (assistant-monteur)
- 1957 : Les Nuits blanches (Le notte bianchi) de Luchino Visconti (assistant-monteur)
- 1959 : Vent du sud (Vento del sud) d'Enzo Provenzale
- 1960 : Le Bel Antonio (Il bell'Antonio) de Mauro Bolognini (assistant-monteur, non crédité)
- 1962 : Le Désordre (Il disordine) de Franco Brusati
- 1963 : Les Camarades (I compagni) de Mario Monicelli
- 1964 : Une femme disponible (La ragazza in prestito) d'Alfredo Giannetti
- 1964 : Les Deux Rivales (Gli Indifferenti) de Francesco Maselli
- 1965 : Juliette des esprits (Giulietta degli spiriti) de Federico Fellini
- 1965 : La Dixième Victime (La decima vittima) d'Elio Petri
- 1966 : Spara forte, più forte... non capisco d'Eduardo De Filippo
- 1968 : C'est mon mari et je le tue quand bon me semble (Il marito è mio e l'ammazzo quando mi pare) de Pasquale Festa Campanile
- 1969 : Toh, è morta la nonna! de Mario Monicelli
- 1969 : Satyricon (Fellini-Satyricon) de Federico Fellini
- 1970 : Enquête sur un citoyen au-dessus de tout soupçon (Indagine su un cittadino al di sopra di ogni sospetto) d'Elio Petri
- 1970 : Les Hommes contre (Uomini contro) de Francesco Rosi
- 1971 : Scipion, dit aussi l'Africain (Scipione detto anche l'africano) de Luigi Magni (+ acteur)
- 1971 : Mort à Venise (Morte a Venezia) de Luchino Visconti
- 1971 : La classe ouvrière va au paradis (La classe operaia va in paradiso) d'Elio Petri
- 1971 : Comment épouser une Suédoise (Il vichingo venuto dal sud) de Steno
- 1972 : L'Affaire Mattei (Il caso Mattei) de Francesco Rosi
- 1972 : Les ordres sont les ordres (Gli ordini sono ordini) de Franco Giraldi
- 1972 : Fellini Roma de Federico Fellini
- 1972 : Ludwig, le crépuscule des dieux (Ludwig) de Luchino Visconti
- 1973 : Amarcord de Federico Fellini
- 1973 : Lucky Luciano de Francesco Rosi
- 1974 : Tant qu'il y a de la guerre, il y a de l'espoir d'Alberto Sordi
- 1974 : Touche pas à la femme blanche ! (Non toccare la donna bianca !) de Marco Ferreri
- 1974 : Violence et passion (Grupo di famiglia in un interno) de Luchino Visconti
- 1975 : La Mazurka du baron (La mazurka del barone, della santa e del fico fiorone) de Pupi Avati
- 1975 : Une blonde, une brune et une moto (Qui comincia l'avventura) de Carlo Di Palma
- 1976 : Cadavres exquis (Cadaveri eccellenti) de Francesco Rosi
- 1976 : Le Casanova de Fellini (Il Casanova di Federico Fellini) de Federico Fellini
- 1976 : Caro Michele de Mario Monicelli
- 1976 : L'Innocent (L'Innocente) de Luchino Visconti
- 1977 : Rêve de singe (Cia maschio) de Marco Ferreri
- 1978 : Répétition d'orchestre (Prova d'orchestra) de Federico Fellini
- 1978 : L'Enfant de nuit de Sergio Gobbi
- 1979 : Le Christ s'est arrêté à Eboli (Cristo si è fermato a Eboli) de Francesco Rosi
- 1980 : La Cité des femmes (La città delle donne) de Federico Fellini
- 1980 : Arrivano i bersaglieri de Luigi Magni
- 1981 : Conte de la folie ordinaire (Storie di ordinaria follia) de Marco Ferreri
- 1981 : Trois Frères (Tre fratelli) de Francesco Rosi
- 1982 : Bello mio, bellezza mia de Sergio Corbucci
- 1982 : Il conte Tacchia de Sergio Corbucci
- 1983 : Et vogue le navire... (E la nave va...) de Federico Fellini
- 1983 : Sing Sing de Sergio Corbucci
- 1983 : State buoni se potete de Luigi Magni
- 1984 : Desiderio d'Anna Maria Tatò
- 1984 : A tu per tu de Sergio Corbucci
- 1984 : Carmen de Francesco Rosi
- 1984 : L'Histoire de Piera (Storia di Piera) de Marco Ferreri
- 1985 : Le Pigeon vingt ans après (I soliti ignoti vent'anni dopo) d'Amanzio Todini (it)
- 1986 : Ginger et Fred (Ginger e Fred) de Federico Fellini
- 1987 : Mes quarante premières années (I miei primi 40 anni) de Carlo Vanzina
- 1988 : I giorni del commissario Ambrosio de Sergio Corbucci
- 1989 : La moglie ingenua e il marito malato de Mario Monicelli
- 1990 : Il male oscuro de Mario Monicelli
- 1990 : Oublier Palerme (Dimenticare Palermo) de Francesco Rosi
- 1990 : La Fuite au paradis (Fuga dal paradiso) d'Ettore Pasculli (it)
- 1991 : Rossini! Rossini! de Mario Monicelli
- 1992 : Une famille formidable (Parenti serpenti) de Mario Monicelli
- 1992 : Les Amies de cœur (Le amiche del cuore) de Michele Placido
- 1996 : Pereira prétend (Sostiene Pereira) de Roberto Faenza
- 1997 : La Trêve (La tregua) de Francesco Rosi
- 1997 : Nirvana de Gabriele Salvatores